# Żytowań

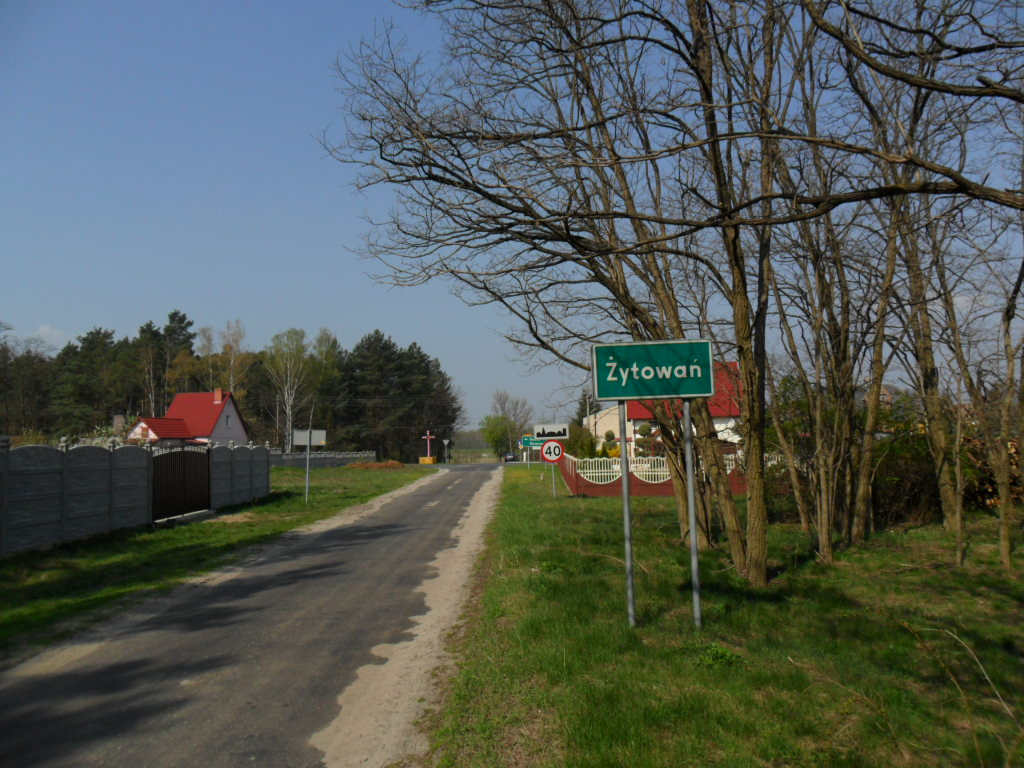
Ortseingang

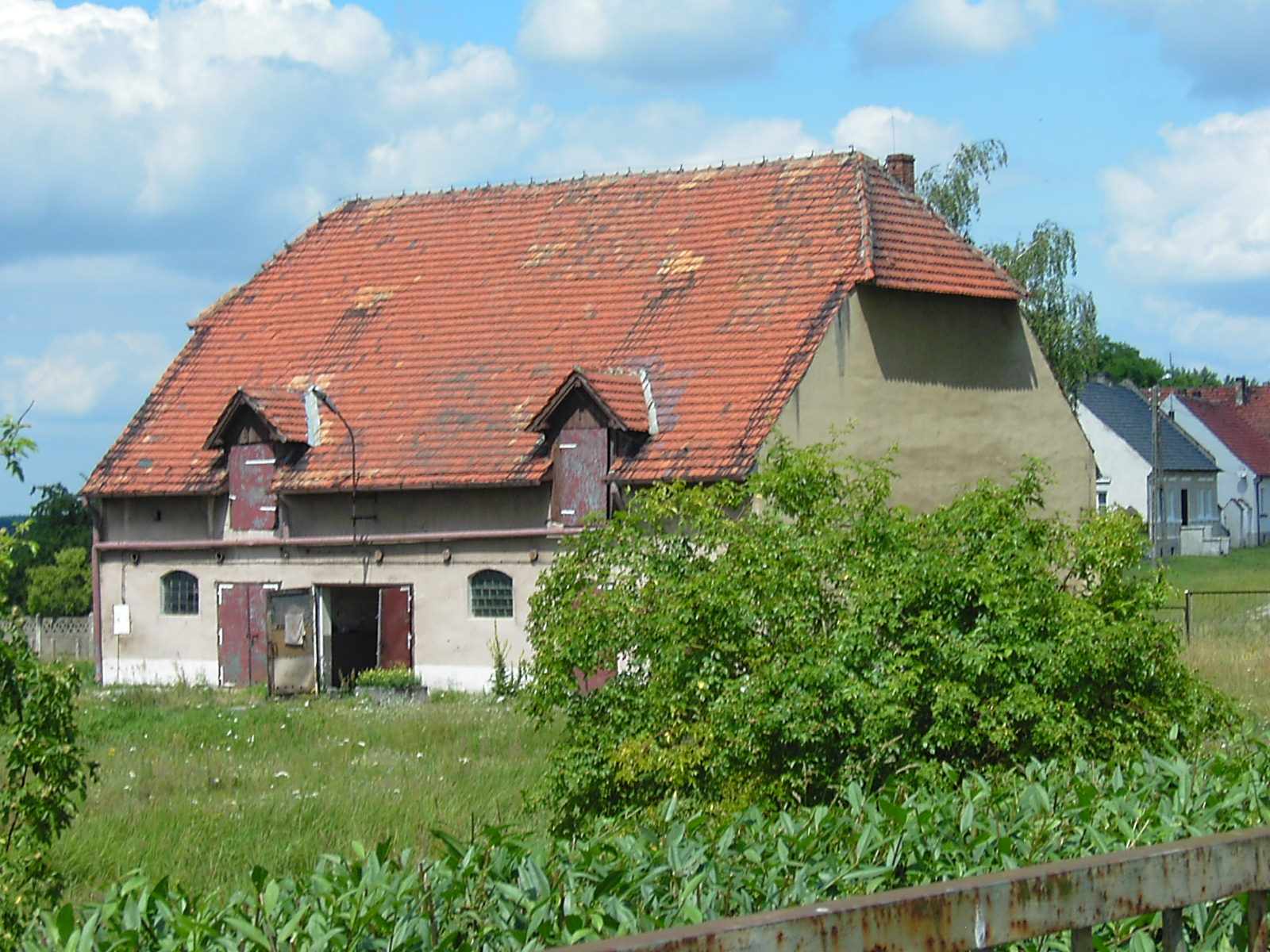
Haus in Żytowań

Żytowań (deutsch Seitwann, niedersorbisch Žytowań) ist ein Dorf in der Gmina Gubin in der Woiwodschaft Lebus. Es gehört zur östlichen Niederlausitz. 2013 lebten dort 117 Einwohner.
Der Ort liegt direkt an der Neiße, an der Grenze zu Deutschland, 9 Kilometer nördlich von Gubin. Eine Brücke führt nach Coschen.

## Geschichte
Der Ort wurde 1370 erstmals als Sythewin erwähnt. Er gehörte seitdem zum Kloster Neuzelle, war aber meist im Pfandbesitz der Familien von Bomsdorff, von Steinkeller, von Maxen und von Blauen.
Seit 1817 gehörte es nach der Säkularisation des Klosters weltlichen Besitzern.
1896 wurde eine hölzerne Brücke nach Coschen gebaut, die 1945 angezündet und zerstört wurde.
Seit 1945 gehört das Dorf zu Polen. 2014 wurde eine neue Brücke (Neißewelle) errichtet.

## Sehenswürdigkeiten
- Kirche, ehem. St. Laurentius, 1746, Barockkirche, immer katholisch

## Persönlichkeiten
Söhne und Töchter des Orts
- Andreas von Blauen (1554–1602), kaiserlicher Rat, Landeshauptmann und Landsyndikus der Niederlausitz
- Bruno Zeschke (1881–1967), Reichstags- und Landtagsabgeordneter